# Provinz Cajatambo
Die Provinz Cajatambo ist eine von 9 Provinzen der Lima an der Pazifikküste von Peru. Die Provinz hat eine Fläche von 1.515,2 km². Beim Zensus 2017 lebten in der Provinz 6559 Menschen. Im Jahr 1993 lag die Einwohnerzahl bei 9475, im Jahr 2007 bei 8358. Verwaltungssitz ist die Kleinstadt Cajatambo.

## Geographische Lage
Die Provinz liegt 175 km nördlich der Landeshauptstadt Lima in der peruanischen Westkordillere. Sie erstreckt sich über die Flusstäler von Río Rapay und Río Gorgor, beides linke Nebenflüsse des Río Pativilca. Im Westen verläuft die Provinzgrenze entlang dem Mittellauf des Río Pativilca. Im Osten erhebt sich der vergletscherte Gebirgskamm Cordillera Huayhuash.
Die Provinz grenzt im Norden an die Provinz Ocros und die Provinz Bolognesi (Ancash), im Osten an die Provinz Lauricocha (Huánuco), im Süden an die Provinz Oyón sowie im Westen an die Provinz Huaura.

## Gliederung
Die Provinz Cajatambo gliedert sich in folgende fünf Distrikte (Distritos). Der Distrikt Cajatambo ist Sitz der Provinzverwaltung.
| Distrikt  | Verwaltungssitz |
| --------- | --------------- |
| Cajatambo | Cajatambo       |
| Copa      | Copa            |
| Gorgor    | Gorgor          |
| Huancapón | Huancapón       |
| Manás     | Manás           |